# Skalmierowice (gmina Janikowo)
Skalmierowice – wieś w Polsce, położona w województwie kujawsko-pomorskim, w powiecie inowrocławskim, w gminie Janikowo.

## Podział administracyjny
W latach 1975–1998 miejscowość należała administracyjnie do województwa bydgoskiego.

## Demografia
Według Narodowego Spisu Powszechnego (III 2011 r.) wieś liczyła 102 mieszkańców. Jest szesnastą co do wielkości miejscowością gminy Janikowo.